# Bagnone
Bagnone är en ort och kommun i provinsen Massa-Carrara i regionen Toscana i Italien. Kommunen hade 1 814 invånare (2018).